# Montessori Biberkor
Montessori Biberkor ist eine inklusive Montessori-Bildungseinrichtung im Weiler Biberkor in der Gemeinde Berg in der Nähe des Starnberger Sees in Oberbayern. Sie verfügt über Kinderkrippe, Kindergarten, Grundschule, Mittelschule, Gymnasium bis hin zur Montessori-Akademie. Sowohl Lernende mit besonderem Förderbedarf als auch Hochbegabte werden unterrichtet.

## Geschichte
Im Juli 2000 wurde der Trägerverein gegründet, das Grundstück wurde von einem privaten Förderer zur Verfügung gestellt. 2001 wurde das Gymnasium genehmigt und nahm im September mit 22 Schülern der Jahrgangsstufen 5 und 6 den Unterricht auf.
Es folgte 2002 das zunächst von einer Elterninitiative betriebene Kinderhaus, das 2003 vom Verein übernommen wurde. 2003 konnten die Grund- und Hauptschule mit zwei Grundschulgruppen der Jahrgangsstufen 1 mit 4 sowie eine Hauptschulgruppe der Jahrgangsstufen 5 und 6 ihren Betrieb aufnehmen. 2014 kam schließlich die Kinderkrippe hinzu.
Die pädagogische Arbeit wurde in den Anfängen von den beiden Pädagogikprofessoren Herbert Tschamler und Reinhold Mühlbauer wissenschaftlich begleitet.
Zu Beginn des Schuljahres 2003/2004 wurde die Zuordnung der Jahrgänge zu den Gruppen verändert. Es wurden drei Gruppen mit den Jahrgangsstufen 1 mit 3, eine mit den Jahrgangsstufen 4 mit 6, eine mit den Jahrgangsstufen 7 und 8, eine mit den Jahrgangsstufen 9 und 10 und eine mit den Oberstufenjahrgängen gebildet.
Dem wachsenden Interesse wurde durch die Eröffnung weiterer Gruppen Rechnung getragen: Im September 2006 kam eine zusätzliche Gruppe mit den Jahrgängen 1 mit 3 hinzu, 2006 eine Kinderhausgruppe.
Von 2010 bis 2015 befand sich auf Biberkor eine Zweigstelle der Inselhaus-Kinder- und Jugendhilfe mit zuletzt noch neun Plätzen. Die Zweigstelle wurde aufgegeben, da sich die Erwartung, die Schule könne jedes Heimkind aufnehmen, mit den pädagogischen Möglichkeiten der Schule nicht erfüllen ließ.
2015 hatte die Schule 473 Schüler in Schulgebäuden mit insgesamt 5800 Quadratmetern, 38 Kinder besuchten den Montessori-Kindergarten und zwölf die Krippe.
2015 trat Werner von Kahlden-Gmell mit dem Landratsamt Starnberg wegen der Unterbringung von Migranten in dem Gebäude in Kontakt.

## Organisation

### Träger
Schulträger ist der gemeinnützige Verein Montessori Biberkor e. V. in dem seit 2010 die Montessori Biberkor Verwaltungs GmbH die Vorstandsaufgaben übernimmt. Geschäftsführer der Montessori Verwaltungs GmbH sind Christoph Borchardt und Michael Seitel.
Der Verein hatte im Januar 2025 311 Mitglieder, insbesondere Eltern der die Einrichtungen besuchenden Kinder, aber auch Lehrer, Mitarbeiter und Förderer.

### Aufsichtsrat
Der Aufsichtsrat besteht aus Michaela Weiss (Vorsitzende), Manuela Baron-Fröhlich, Manuel Hendel und Claus-Dieter Kaul.
Ehrenaufsichtsräte auf Lebenszeit sind Randi Valérien und Werner von Kahlden-Gmell.

## Pädagogisches Konzept
Biberkor ist zwar inhaltlich an die bayerischen Lehrpläne gebunden, in Didaktik und Vorgehen herrscht aber mehr Freiheit und Flexibilität als an Regelschulen.
Bei der Schulgründung verknüpfte der Verein mehrere Prinzipien: Montessori-Pädagogik, ökologische Erziehung, Integration von Förderkindern, ästhetische Erziehung und Internationalität.
Die Klassen sind wesentlich kleiner als an staatlichen Schulen.

### Montessori-Pädagogik
Gemäß den Grundsätzen von Maria Montessori verfolgt Montessori Biberkor das Ziel, Lernen als selbsttätigen, eigenverantworteten, individualisierten, ganzheitlichen und fächerübergreifenden Prozess zu ermöglichen. Gemäß dem Prinzip Hilf mir, es selbst zu tun. haben die Erwachsenen die Aufgabe, die Kinder beim Lernen zu unterstützen.
Freiarbeit und vorbereitete Umgebung sind von großer Bedeutung. Neben den klassischen Montessori-Materialien stehen fächerübergreifende Lernorte zur Verfügung, z. B. Bibliothek, naturwissenschaftliche Labors, Werkstätten und auch Internet.
In Intensivierungsphasen vertiefen die Schüler die behandelten Themen durch Aufgaben, die sie nach ihren persönlichen Interessen wählen, sodass es Raum für Individualisierung gibt.
Bei der Dauer der gymnasialen Oberstufe, die an öffentlichen Schulen zwei Jahre dauert, kann man auf Biberkor zwischen zwei Geschwindigkeiten wählen.

### Inklusion
Auch benachteiligten Kindern eröffnet Montessori Biberkor eine Chance auf individuelle und schulische Entwicklung. Inklusion ist hier professionell geprägt: Die Zusammenarbeit einer Heilpädagogin mit den Pädagogen ermöglicht eine individuell geförderte Inklusion. In extra ausgestatteten Räumen werden die Kinder in kleinen Gruppen oder auch einzeln von der Heilpädagogin begleitet und gefördert.
Ein Professor für Kindermedizin ist als Pädagoge tätig und unterstützt seine Kollegen, es gibt auch eine enge Zusammenarbeit mit dem Lehrstuhl für Kinderpsychiatrie an der Ludwig-Maximilians-Universität München.
2015 wurden in Biberkor 40 Kinder mit Förderbedarf quer durch alle Jahrgangsstufen unterrichtet, das waren 8,3 Prozent der Schüler. Unterrichtskonzept, Klassengröße und Anzahl der Lehrkräfte sind daran angepasst, sodass das Klassenniveau nicht sinkt.

## Pädagogisch-organisatorische Grundsätze

### Rhythmisierter Ganztagsbetrieb
Die Schüler der Jahrgangsstufen 1 mit 4 können von Montag bis Donnerstag nachmittags Wahlkurse oder Instrumentalunterricht belegen. Das Wahlkursprogramm für die Sekundarstufe findet nur an einem Tag in der Woche zwischen 15:50 Uhr und 17:10 Uhr statt, da diese Altersstufe mehr Zeit für den Unterricht benötigt.
In der Mittagspause erhalten die Schüler ein Mittagessen.

### Altersmischung
Altersgemischte Lerngruppen sind eine der Voraussetzungen für das Lernen durch Lehren: In der Freiarbeit arbeiten oft Kinder aus verschiedenen Jahrgangsstufen zusammen, je nach persönlichem Lernstand und unabhängig vom Alter.

### Durchlässigkeit
Die Schule versucht, so viel Durchlässigkeit zwischen den Schularten zuzulassen wie im bayerischen Schulsystem, das keine Gesamtschule kennt, möglich ist. Jeder Schüler soll eine Bildung erhalten, die seinen Fähigkeiten angemessen ist. Eine getroffene Einstufung in eine Schulart ist deshalb nicht für die gesamte Schulzeit verbindlich: Eine veränderte Arbeitshaltung oder ein Zutagetreten von bislang nicht wahrgenommenen Fähigkeiten können Grund für einen Schulartwechsel sein, ohne dass die Kinder und Jugendlichen ihr Schulhaus oder ihre Freunde verlassen müssen. Gymnasiasten und Hauptschüler lernen gemeinsam. Je nach Leistungsstand ist durch Beschluss der zuständigen Lehrerkonferenz ein Wechsel zwischen den beiden Schularten in jeder Jahrgangsstufe möglich.

### Stellenwert der Projektarbeit
Immer wieder, auch spontan, arbeiten einzelne Kinder oder Gruppen bereits in der Grundschule an Projekten. In den Jahrgangsstufen 4 mit 6 wird ein beträchtlicher Teil des Stoffes in Projektphasen von etwa sechs Wochen erarbeitet. In dieser Projektzeit arbeiten die Kinder weitgehend selbstständig und fächerübergreifend und präsentieren am Ende ihre Ergebnisse.
Langfristig und altersangemessen werden die Schüler an das wissenschaftliche Arbeiten herangeführt. Als Vorbereitung darauf führen sie schon in den Klassen 4 bis 6 eine Besondere Arbeit aus. In einem theoretischen und einem praktischen Teil – etwa einer handwerklichen Arbeit, einem Modell, einem Interview oder einer Fotodokumentation – bearbeiten sie ein selbst gewähltes Thema über einen Zeitraum von drei Monaten auf ihre eigene Weise und entscheiden selbst, wie sie ihre Ergebnisse dem Publikum, das aus Eltern, Bekannten, Mitschülern und Lehrern besteht, vorstellen.
In den Klassen 7 bis 9 erstellen sie jährlich ihre fünf- bis zehnseitige Große Arbeit zu einem selbst gewählten Thema aus den Bereichen Naturwissenschaften, Geschichte oder Erdkunde am Computer.
Mehr als in den Klassen 4 – 6 geht es jetzt um Recherche und wissenschaftliches Arbeiten; in der Klassenstufe 7 wird der Schwerpunkt darauf gelegt. Neben dem schriftlichen Teil der Arbeit wird von jedem Schüler ein kreativer praktischer Teil erwartet, je nach Thema etwa ein Plakat, ein Relief, ein Film oder eine Powerpoint-Präsentation. In der Klassenstufe 8 liegt der Fokus auf dem praktischen Teil, der durch einen schriftlichen Teil dokumentiert wird.
Die ganze Schule teilt sich vor den Sommerferien in der Projektwoche in Lerngruppen zu einem gemeinsamen Thema auf.

### Lernstandsberichte statt Zeugnisse
Mindestens zweimal im Jahr erhalten die Schüler ausführliche Lernstandsberichte mit genauen Einschätzungen durch Klassenlehrer und Fachlehrer. Dazu werden Eltern-Lehrer-Schüler-Gespräche geführt, in denen Entwicklung und Perspektiven individuell besprochen werden.
Notenzeugnisse werden in Biberkor nur ausgestellt, wenn Schüler die Schule verlassen.

## Die einzelnen Stufen

### Kinderkrippe
Seit Februar 2014 werden in der Kinderkrippe maximal 12 Kinder im Alter zwischen 12 und 36 Monaten betreut, es gibt zwei Gruppen zu je zwölf Kindern. Bei Bedarf kann die Arbeit von einer Fachkraft heilpädagogisch Fachkraft begleitet werden, auch sprachtherapeutische Unterstützung ist möglich.

### Kinderhaus
Bis zu 50 Kinder ab 3 Jahren werden in einem teiloffenen Konzept in zwei wechselnden Gruppen, sowie wöchentlich festen Aktionen: Musikerziehung, Waldtag, Draußenangebote, Ball- und Bewegungsspiele, Turnhallennutzung und Theaterangeboten, betreut. Es werden in Zeitraum Montag mit Freitag zwischen 8 und 16:00 Uhr Betreuungspakete von 25, 30, 35 und 40 Stunden angeboten (Stand 2025).
Das Kinderhaus besteht seit Herbst 2002 und steht auch Kindern mit deutlichen Entwicklungsbesonderheiten offen. es handelt sich um eine Integrative Einrichtung mit sechs vom Bezirk Oberbayern zugelassenen festen Integrationsplätzen, sowie der Möglichkeit von Individualbegleitung und heilpädagogischer Förderung im Haus
Im Kinderhaus finden sich typische Montessori-Materialien, die den Kindern spezifische Anreize bieten. Damit ist es zum Beispiel möglich, dass Kinder schon vor der Grundschule lesen lernen.
Der Umzug in das neue Gebäude erfolgte 2014.

### Grundschule
In der Grundschule werden in fünf Lerngruppen jeweils rund 24 Kinder der Jahrgangsstufen 1 mit 3 von zwei Lehrkräften mit Montessoridiplom und zumeist langjähriger Erfahrung betreut.
Der Freiarbeit, der vorbereiteten Umgebung und der Altersmischung kommt in der Grundschule eine große Bedeutung zu. Frontalunterricht findet kaum statt.
Für den Fachunterricht in Kunst, Religion, Musik, Sport und Englisch werden die Kinder in teils kleinere jahrgangshomogene Gruppen eingeteilt. Das pädagogische Team wird von Fachlehrern für Sport und Werken, eine Heilpädagogin und engagierten jungen Menschen im freiwilligen sozialen Jahr unterstützt.
Der Übergang vom Kinderhaus zur Grundschule geschieht fließend: „Vorschulkinder“ hospitieren regelmäßig in der Grundschule. Bei der Einschulungszeremonie bekommen die Jüngsten einen Paten, der sie in ihrer ersten Zeit in der Grundschule unterstützt. Häufig setzen sich die Lehrkräfte zu den Kindern auf dem Teppich, um mit ihnen gemeinsam zu forschen und zu lernen, ein Machtgefälle ist hier nicht erwünscht, denn auch Lehrer hören nie auf zu lernen.
Nach der 4. Klasse werden die Schüler dem Gymnasium oder der Hauptschule zugeordnet und in den Kernfächern entsprechend unterrichtet. Damit wird eine Anforderung der Schulbehörde umgesetzt. Trotzdem gibt es auch weiterhin viele Gelegenheiten für gemeinsames Lernen und Arbeiten, etwa außerhalb der Kernfächer, in der Freiarbeit und bei Projektarbeiten. Und die Zuordnung kann verändert werden: Je nach Leistungsstand ist nach Konferenzbeschluss im Mai ein Wechsel der Schulart möglich.
Das Aufnahmeverfahren beginnt jährlich im Januar mit einer Infoveranstaltung. Zeitnah gibt es dann einen Tag der offenen Tür, an dem Eltern und Kinder sich einen Eindruck von der Schule verschaffen und in den Lerngruppen hospitieren können. Ab Februar treffen sich Lehrer und angemeldete Kinder zu vereinbarten Terminen in kleinen Gruppen. Parallel finden Gespräche zwischen den Eltern und der Geschäftsführung statt. Für eingeschriebene Eltern gibt es dann ein Grundlagenseminar zur Montessori-Pädagogik.

### Sekundarstufe I

#### Grundzüge
- Aufnahme: Schüler, die aufgenommen werden möchten, hospitieren einen Tag lang in der jeweiligen Lerngruppe. Zudem finden auf Einladung der Schule Elterngespräche mit Pädagogen und/oder dem Vorstand statt.[37]
- Organisation der Freiarbeit: Wie in der Grundschule so beginnt auch hier der Schultag mit Freiarbeit.[36] Im Vergleich zur Grundschule ist die Organisation der Freiarbeit in dieser Altersstufe systematischer: Freiarbeit bedeutet das selbstständige Bearbeiten aktueller Lerninhalte bzw. Übungen zum Festigen grundlegenden Wissens und Könnens.[38] Zu Wochenbeginn und -ende finden jeweils Tutorien statt.[38] Die Schüler erhalten von ihrem Klassenlehrer eine individuelle Beratung bezüglich ihrer Kursbelegungen und ihres Leistungsstandes und arbeiten mit ihm die Wochenpläne für die folgende Woche aus.[38] Die Tutoren betreuen ihre Schüler in den gesamten Freiarbeitsphasen, welche fast täglich in den beiden ersten Unterrichtsstunden liegen.[38] Am Ende der Woche erfolgt eine Rückschau von Schüler und Tutor auf das Erreichte.[38]
- Praktika: Durch den frühen, mehrmaligen Kontakt zur Arbeitswelt in Form von Schülerpraktika unterstützt Biberkor die Entscheidungen der Schüler über ihren weiteren Ausbildungsweg.[39] Mit einem Schnupperpraktikum gewinnen schon die Schüler der 6. Klassen erste Einblicke in das Arbeitsleben.[39] In den Jahrgängen 7 bis 9 absolvieren alle Schüler jeweils ein zweiwöchiges Praktikum im sozialen, handwerklichen, landwirtschaftlichen Bereich oder in Dienstleistungsbetrieben.[39] Wichtig und ganz im Sinne der Montessori-Pädagogik ist dabei nicht nur die Durchführung und Dokumentation der Praktika, sondern auch die selbstständige Suche nach Praktikumsplätzen.[39]

#### Jahrgangsstufen 4 mit 6 (Jupiter)
Die Schüler der 5. und 6. Klasse arbeiten gemeinsam mit der 4. Jahrgangsstufe in Jupiter-Lerngruppen. Jeder Klassenlehrer betreut eine sogenannte Mondgruppe aus Schülern und Schülerinnen aller Jahrgangsstufen und Schularten.
Jeder Tag beginnt mit Freiarbeit, in der auch ein großer Teil des Stoffes aus Mathematik und Deutsch nach einer Einführung durch den Lehrer selbstständig geübt und vertieft wird. Danach stehen Englisch- und Französischunterricht in festen Gruppen mit unterschiedlichem Niveau auf dem Stundenplan, Native Speaker unterstützen das Lehrerteam. Ein Wechsel in eine andere Gruppe ist hier jederzeit möglich. In Musik, Sport und Religion findet fachgebundener Unterricht zu festen Zeiten statt. Das Fach Kunst ist frei organisiert: Im Kunstraum ist parallel zum sonstigen Unterrichtsgeschehen ein Kunstlehrer anwesend. Möchte sich ein Schüler künstlerisch betätigen, kann er sich – mit kleinen Einschränkungen etwa bei Pflichtveranstaltungen – spontan dorthin abmelden.

#### Jahrgangsstufen 7 und 8 (Venus)
Mittelschüler und Gymnasiasten der 7. und 8. Jahrgangsstufe arbeiten soweit möglich zusammen in einem Klassenverband in der Lerngruppe Venus. Auch in dieser Altersgruppe ist der Tutor zwar Lehrer, gleichzeitig aber auch Mentor und Coach, der dem Schüler kontinuierlich Rückmeldung gibt: Über das Erreichen von Lernzielen, aber auch über sein Arbeits- und Sozialverhalten.
Spanischunterricht wird ab Klasse 8 angeboten.

#### Jahrgangsstufe 9 (Venus 9)
Die Arbeit in dieser Jahrgangsstufe konzentriert sich für die Mittelschüler auf die am Ende des Schuljahres anstehenden Prüfungen. Die Gymnasiasten stellen sich internen Leistungsfeststellungen.

#### Jahrgangsstufe 10 (Venus 10)
Etappenziel der 10. Klasse sind die Prüfungen zum Mittleren Bildungsabschluss, die an einer staatlich anerkannten Mittelschule bzw. Realschule in der Nähe abgelegt werden.
Für die Prüfungen ist ein Stoffgebiet von beachtlichem Umfang zu bewältigen. Die Schüler haben sich selbst dazu entschlossen, die Prüfung zu machen, deshalb bereiten sie sich in den gewählten Fächern zielgerichtet darauf vor. Der Lehrer ist derjenige, der mit der nötigen Fachkompetenz die Voraussetzungen für ein gutes Abschneiden bei den Prüfungen schafft, nicht ihr permanenter Beurteiler.

### Sekundarstufe II (Oberstufe)

#### Aufnahme
Einzige formale Voraussetzung zum Besuch der 11. Klasse ist der erfolgreiche Abschluss der Mittleren Reife oder die bestandene 10. Klasse an einem Gymnasium.
Entschiedener Lernwille und Leistungsfähigkeit der Schüler müssen ebenfalls vorhanden sein.
Die Aufnahme von Quereinsteigern ist jederzeit möglich, auch während des Schuljahres. Interessierte Eltern können sich einen Termin für ein persönliches Gespräch geben lassen, Schüler werden zu einem Hospitationstermin eingeladen.

#### Dauer
Seit dem Schuljahr 2012/13 wird die Oberstufe in zwei Geschwindigkeiten angeboten: Wer die Oberstufe mit einem längeren Praktikum, einem Auslandsaufenthalt oder mit einer Wiederholung von Lernstoff verbinden will, konnte auch im G8 in drei statt den üblichen zwei Jahren zum Abitur gehen. Seit Einführung des G9 in Bayern ist ein drei oder auch vierjähriger Besuch der 11-13 die Regel, weiterhin mit der Option das erste Tertial oder ein ganzes Jahr im Ausland zu verbringen. Die Lehrer beraten gerne bei den Überlegungen, die Lehrerkonferenz hat eine wichtige Stimme bei der Entscheidung.

#### Organisation
Das Schuljahr teilt sich in drei Module, Ferien bilden die Zäsuren. In jedem Fach erhalten die Schüler bei Modulbeginn eine Übersicht des zu behandelnden Stoffes, der damit verbundenen Methoden und der zu übenden Kompetenzen. Am Ende des Moduls stehen Selbsteinschätzung und Rückmeldung durch den Fachlehrer, daraus werden Hinweise für den Arbeitsplan des nächsten Zeitabschnitts abgeleitet.

## Abschlüsse

### Staatliche Schulabschlüsse
In Biberkor lassen sich vier staatliche Bildungsabschlüsse erwerben: der Hauptschulabschluss, der Qualifizierende Hauptschulabschluss, der Mittlere Schulabschluss und das Abitur.
Da die Schule staatlich genehmigt, aber nicht staatlich anerkannt ist, müssen die Prüfungen für die Abschlüsse an öffentlichen Schulen im Umkreis abgelegt werden, denen die Schulbehörde Biberkor jeweils für einige Jahre zuteilt. So fanden beispielsweise die Abiturprüfungen schon an den Gymnasien in Tutzing, Fürstenfeldbruck, Starnberg, Penzberg und Weilheim statt, die Prüfungen zum Qualifizierenden Hauptschulabschluss an den Hauptschulen Wolfratshausen, Lochham, Gilching und Tutzing und die Prüfungen zum Mittleren Bildungsabschluss an den Realschule Murnau, Weilheim, Peißenberg und Penzberg.
Die Zahl der abzulegenden Prüfungen ist etwas höher als bei Schülern öffentlicher oder staatlich anerkannter Schulen. Genaueres ist in der Schulordnung für die Mittelschulen in Bayern (MSO), der Schulordnung für die Realschulen in Bayern (RSO) und der Schulordnung für die Gymnasien in Bayern (GSO) geregelt. Als Prüfungsfächer für den Qualifizierenden Hauptschulabschluss bzw. den Hauptschulabschluss, die nach der 9. Klasse erworben werden können, können die Schüler jede in der Schulordnung für die Mittelschulen in Bayern (MSO) wählen.
Nach der 10. Jahrgangsstufe kann der Mittlere Schulabschluss erworben werden.
Das externe Abitur, das an einem staatlich anerkannten Gymnasium in der Umgebung abgelegt werden muss, enthält als Pflichtfächer Mathematik, Deutsch, Englisch, eine zweite Fremdsprache, eine Naturwissenschaft (neben Mathematik) und Geschichte.
Die Erfolgsquote in den Abschlussjahrgängen ist kontinuierlich mindestens genauso gut wie an einer Regelschule. Im Juli 2005 fanden die ersten erfolgreichen Prüfungen zum Qualifizierenden Hauptschulabschluss, 2006 die zum Mittleren Bildungsabschluss statt.

### Interne Abschlüsse
Nach der 9. Jahrgangsstufe können die Schüler den Montessoriabschluss und den internen Hauptschulabschluss absolvieren, die beide von der Schule gestellt, durchgeführt und abgenommen werden.
Der interne Hauptschulabschluss ist gleichwertig mit dem Hauptschulabschluss an öffentlichen Schulen und wird vom Schulamt anerkannt.
Der Montessoriabschluss wurde vom Montessori Landesverband Bayern entwickelt und genießt hohe Anerkennung in Betrieben, die Erfahrungen mit den Absolventen gewonnen haben. Er besteht aus der Präsentation der Großen Arbeit, deren Schwerpunkt in der Verbindung von Theorie und Praxis zu einem selbst gewählten Thema liegt. – siehe dort – Die Absolventen präsentieren ihre Große Arbeit in einer öffentlichen Veranstaltung vor Eltern, Schul- und Firmenvertretern.
Für Schüler des gymnasialen Zweigs organisiert Biberkor in der 9. Jahrgangsstufe eine interne „Feststellung der Lernentwicklung und Leistung“ (FLL), die sich am gymnasialen Bildungsplan Bayerns und an Montessori-Prinzipien orientiert.

## Gebäude
Von 2002 bis 2009 fand der Unterricht in Containern statt, die jedoch weder die Beschaffenheit für einen dauerhaften Schulbetrieb boten noch für die wachsenden Schülerzahlen ausreichten.
Die notwendige Errichtung eines Neubaus musste einige Hürden überwinden: Die Genehmigung für einen Neubau im Außenbereich außerhalb der Ortschaft wurde von der zuständigen Gemeinde nur unter der Voraussetzung eines Architekturwettbewerbs erteilt. Zudem musste der Verein einen Teil des Grundstücks erwerben, um in den Genuss staatlicher Fördermittel zu gelangen, ohne die das Projekt nicht realisierbar gewesen wäre. Wie bei staatlich genehmigten Schulen üblich, wurde die Freigabe der staatlichen Zuschüsse erst für den Zeitpunkt zugesagt, zu dem der zweite Abiturjahrgang komplett die Schule durchlaufen hatte. Dieser Zeitpunkt war erst im Sommer 2010 erreicht.
Ökologische Gesichtspunkte spielten eine große Rolle: Der Neubau verfügt über eine Holzpelletheizung, wurde energetisch optimiert, soweit möglich mit natürlichen Materialien errichtet und mit einer Dachbegrünung versehen.
Den Architektenwettbewerb gewann die ssp planung gmbh aus Waldkirchen bei Starnberg, die Bauphase dauerte von Januar 2008 bis September 2010, die gesamten Baukosten betrugen über 20 Millionen Euro.
Zu Beginn des Schuljahres 2009/2010 zogen die Jahrgänge 4 mit 13 in den ersten Bauabschnitt des 2.700 Quadratmeter großen Neubau um.
Im März 2010 konnte die Dreifachturnhalle in Betrieb genommen werden. Sie wird auch von Sportvereinen der Gemeinde Berg genutzt.
Seit 2015 befindet sich im alten Gutshaus das Institut für ganzheitliches Lernen, eine Montessori-Bildungseinrichtung für Erwachsene, die ihren Sitz davor am Tegernsee hatte.

## Kooperationen und Projekte

### Studien- und Berufsvorbereitung
Die siebte Jahrgangsstufe richtet jährlich eine Berufsmesse aus, bei der die Schüler ihre gesammelten Praktikumserfahrungen präsentieren. Vertreter des Berufsinformationszentrums München geben Informationen und Ratschläge im Hinblick auf Berufsorientierung und Berufswahl.

### Soziales und Gesundheit

#### Bergwoche der 7. und 8. Jahrgangsstufe
Unter dem Motto Life is a mountain, not a beach bricht am Anfang jedes Schuljahres die ganze Lerngruppe mit mehreren Lehrern zu einer mehrtägigen Bergtour auf. Durch das Meistern großer Anstrengungen und das gemeinsame Erleben entsteht sehr schnell ein großes Zusammengehörigkeitsgefühl: Die neuen Siebtklässler werden aufgenommen und die Achtklässer übernehmen ihre Rolle als Große.

#### Ausrichtung der Abschlussfeiern durch Schüler
Die 8. Klasse richtet regelmäßig die Abschlussfeiern der 9. und 10. Klasse mit Saaldekoration und Buffet aus.

### Kunst und Kultur

#### Bläserklasse
In Biberkor gibt es Bläserklassen mit Schülern aus der 4. und 5. Jahrgangsstufe. Die kostenpflichtige Teilnahme ist auf zwei Schuljahre angelegt und beinhaltet wöchentlich zwei Einheiten: Instrumentalunterricht in Kleingruppen und Ensembleunterricht mit allen Teilnehmern. Das Ausleihen von Instrumenten ist möglich.

#### Instrumentalunterricht
Am Nachmittag ist kostenpflichtiger Einzelunterricht an den Instrumenten Klavier, Gitarre, Hackbrett, Querflöte, Blockflöte, Klarinette, Akkordeon, Schlagzeug, Violine, Violoncello und Saxophon möglich, auch Gesang und Rhythmus werden angeboten.

## Schülertransport
Der große Einzugsbereich Montessori Biberkors reicht von den westlichen und südlichen Stadtteilen Münchens über Herrsching, Starnberg, Seeshaupt, Geretsried-Gelting, Wolfratshausen und das Isartal bis nach Grünwald. Der Schülertransport erfolgt mit Bussen.

## Persönlichkeiten

### Leitung

#### Kinderhaus
Pädagogische Leiterin ist Mona Lorenz, die kaufmännische Leitung liegt bei Britt Wondraczek.

#### Schule
- 2002–2003 Jutta Möhringer (Leitung Gymnasium)[50]
- 2002 bis 2014 Carolina Abel (Leitung Grundschule)[51]
- 2003 bis 2008 Günter Decker (Leitung Sekundarstufe)
- 2008 bis 2011 Heinrich Bentemann (Leitung Sekundarstufe)
- 2011 bis 2018 Hans Traxl (Leitung Gymnasium, ab 2015 auch 7-10 Mittelschule)
- 2009 bis 2015 Peter Nielsen (Leitung Haupt-/Mittelschule, ab 2014 auch Grundschule)
- 2015 bis 2018 Brigitte Wächtler (Leitung Jahrgangsstufen 1 mit 6)
- seit 2018 Silke Waldenmeier, Brigitte Wächtler (Gesamtleitung)
- seit 2024 Christina Angermeier, Silke Waldenmeier, Brigitte Wächtler (Gesamtleitung)

### Bekannte Lehrer
Tobias Wolf, der Teaching Assistant im Fach Englisch auf Biberkor ist, ist Deutschlands erster Lehrer mit Down-Syndrom. Da der Freistaat die Kosten für Lehrkräfte nur übernimmt, wenn diese ein deutsches Lehramtsstudium haben, gibt es für Tobias Wolf ein eigenes Jahresbudget.

## Lehrerfortbildung in der Montessori-Akademie
Anfang 2014 wurde das Institut für ganzheitliches Lernen Claus-Dieter Kaul (IfgL), das seinen Sitz am Tegernsee hatte, vom Montessori Biberkor e. V. übernommen. Es bietet unter der Leitung von Claus-Dieter Kaul, Carolina Abel und Lukas Kjer für Lehrer der Grund- und Sekundarstufe Montessori-Basislehrgänge, Vorträge und Tagesseminare an. Basis hierfür sind die Inhalte international anerkannter Diplomlehrgänge (Association Montessori Internationale).

## Auszeichnungen und Mitgliedschaften
Biberkor ist Mitglied im Montessori Landesverband Bayern e. V., im Schulverbund Blick über den Zaun und in der Jugendinitiative Schule ohne Rassismus – Schule mit Courage.
2014 kam Biberkor bei der Bewerbung um den Deutschen Schulpreis unter die besten 20.

## Finanzierung
Partner für die Errichtung des Neubaus war die Umweltbank. Sie finanzierte den Teil des Projekts, der sich nicht durch Förderung oder Eigenmittel des Vereins langfristig abdecken ließ, und übernahm die mehrjährige Zwischenfinanzierung für die Summen, die als staatliche Fördermittel zugesagt, aber noch nicht ausbezahlt waren.

### Staatliche Förderung
Der bayerische Staat ließ sich mit der Auszahlung der für den Neubau zugesagten Zuschüsse viele Jahre Zeit.
Werner von Kahlden-Gmell übernahm Zwischenfinanzierungen und stundete die Rückzahlung, bis es dem Verein wieder besser gehe.

### Eltern

#### Kinderkrippe
Die Betreuungskosten in der Kinderkrippe richten sich nach der Betreuungszeit.

#### Kinderhaus
Die Kinderhausgebühren sind nach Betreuungszeit gestaffelt.
Die Eltern stellen Montessori Biberkor außerdem für die Laufzeit des Vertrags ein zinsloses Darlehen zur Verfügung.

#### Schule
- Aufnahmegebühr: Die Schule erhebt eine einmalige Aufnahmegebühr.[61] Diese beträgt je nach Jahrgangsstufe zwischen 300 und 1800 Euro.[61]
- Schulgeld: Die monatlichen Schulgebühren sind abhängig von der besuchten Jahrgangsstufe und dem Einkommen der Eltern.[62] Geschwister erhalten eine Ermäßigung auf das Schulgeld von 40 % für das zweite und 80 % für jedes weitere Kind, bei jährlicher oder halbjährlicher statt monatlicher Schulgeldzahlung gibt es ebenfalls Rabatt.[61] Schulgeldermäßigungen können mit entsprechenden Nachweisen jederzeit bei der Geschäftsleitung beantragt werden, wenn das Familieneinkommen unter 40000 Euro liegt oder andere Gründe vorliegen.[61][62] Weit mehr als 30 Prozent der Eltern zahlten 2015 nur ein reduziertes Schulgeld oder gar keines.[5] Dabei entscheidet die Schule über die Aufnahme eines Kindes, bevor die Eltern eine Ermäßigung beantragen können; die finanzielle Leistungskraft der Eltern ist kein Aufnahmekriterium.[5]
- Schulbus und Mittagessen: Die Beiträge für Mittagessen und Busbeförderung sind nach dem Solidarprinzip für alle Kinder gleich zu entrichten, unabhängig von der Inanspruchnahme oder der Länge der Busstrecke.[61][62]
- Elterndarlehen: Die Eltern gewähren dem Verein ein zinsloses Darlehen in Höhe von 1700 Euro.[61] Das Darlehen wird ein Jahr nach Beendigung des Schulvertrages zurückbezahlt.[61]

### Privatpersonen
Um weniger Bankkredite aufnehmen zu müssen, gibt Montessori Biberkor e. V. Anleihen heraus, die von Vereinsmitgliedern gezeichnet werden können. Für Einzelprojekte, etwa Sonnenschutzrollos oder einen Kletterpilz, ermöglicht Biberkor mit geringem Aufwand zweckgebundene Kleinspenden über das Internet.